# Noise (漫画家)
Noise（のいず、8月14日 - ）は、日本の漫画家。愛知県名古屋市出身。
2008年、茜新社の『COMIC LO』5月号にて商業誌デビュー。2018年、ワニマガジン社の『COMIC快楽天』10月号より連載。
主に成人向け漫画を執筆していたが休止し、一般向け作品『それは霊のしわざです』の連載を2020年4月4日から講談社『コミックDAYS』にて開始する。

## 作品リスト

### 成人向け
- 『Loliplex!』茜新社〈TENMACOMICS LO #069〉、2009年6月26日発売[5]、ISBN 978-4-86349-079-6
- 『ももいろノイズ -Pinky Noise-』茜新社〈TENMACOMICS LO #092〉、2010年8月27日発売[6]、ISBN 978-4-86349-173-1
- 『ただし二次元に限る』茜新社〈TENMACOMICS LO #106〉、2011年8月26日発売[7]、ISBN 978-4-86349-238-7
- 『じぇーえす☆じぇーしー』茜新社〈TENMACOMICS LO #128〉、2013年1月19日発売[8]、ISBN 978-4-86349-340-7
- 『近所の子がショートパンツを履いて俺を誘惑してくるんだが』茜新社〈TENMACOMICS LO #151〉、2014年4月25日発売[9]、ISBN 978-4-86349-426-8
- 『ショートパンツの女の子の発育が良すぎる件について』茜新社〈TENMACOMICS LO #174〉、2015年4月28日発売[10]、ISBN 978-4-86349-491-6
- 『ショートパンツと色イロ♡』茜新社〈TENMACOMICS LO #195〉、2016年5月28日発売[11]、ISBN 978-4-86349-560-9
- 『お兄ちゃんそんなにショートパンツ好きなの？』茜新社〈TENMACOMICS LO #213〉、2017年6月28日発売[12]、ISBN 978-4-86349-636-1

1. 『おっぱい、ふともも、そこにショートパンツ』茜新社〈TENMACOMICS LO #236〉、2018年7月30日発売[13]、ISBN 978-4-86349-717-7

- 『ひみつの甘やどり』ワニマガジン社〈ワニマガジンコミックススペシャル〉、2020年2月28日発売[14]、ISBN 978-4-86269-695-3
  - 甘やどり （COMIC快楽天 2019年11月号）
  - バイト先の奥さん （COMIC快楽天 2019年9月号）
  - Sister Cupid （COMIC快楽天 2019年12月号）
  - 5 minutes order （COMIC快楽天 2019年10月号）
  - マコちゃんはみかけによらない （COMIC快楽天 2018年12月号）
  - 対局は夜まで続く （COMIC快楽天 2019年7月号）
  - いちゃぽかバスタイム （COMIC快楽天 2019年5月号）
  - かわいくてもオオカミ （COMIC快楽天 2019年2月号）
  - アツアツ南雲研究室 （COMIC快楽天 2018年10月号）
  - お姉さんに任せなさい （COMIC快楽天 2020年2月号）
  - 普段着のカノジョ （描き下ろし）

### 一般向け
- 『それは霊のしわざです』講談社〈イブニングKC〉全7巻（『コミックDAYS』2020年4月4日 - 2022年12月24日）
- 『クインズシード』講談社〈モーニングKC〉全4巻（『コミックDAYS』2023年6月24日 - 2024年9月21日）
- 『それがメイドのカンナです』講談社〈少年マガジンKC〉既刊2巻（『マガジンポケット』2024年12月15日 - 連載中）
  1. 2025年5月9日発売[15][16]、ISBN 978-4-06-538999-7
  2. 2025年8月7日発売[17]、ISBN 978-4-06-540231-3